# رنگین‌پوستان (ایالات متحده)

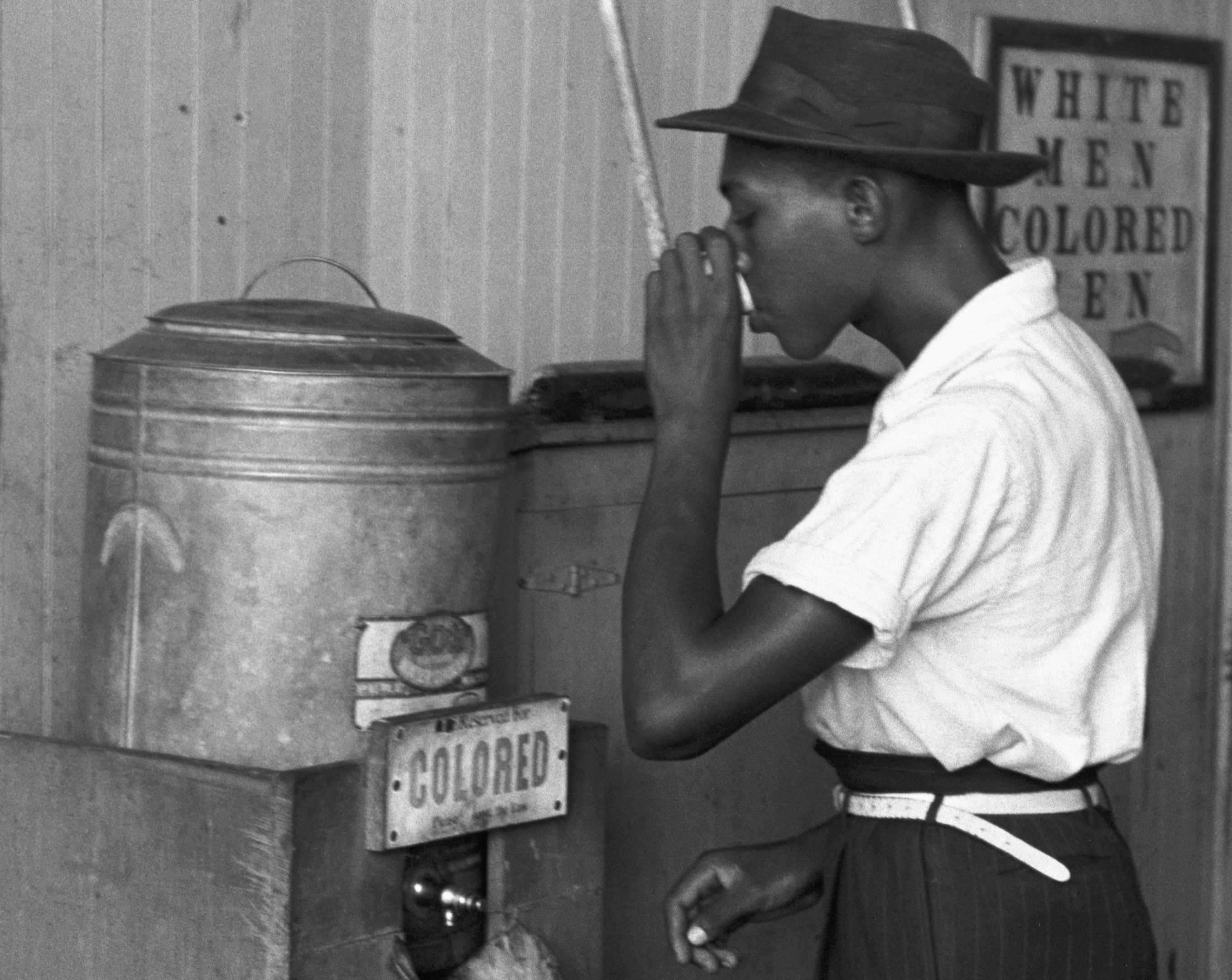
جزئیات نحوه به کار بردن اصطلاح «رنگین‌پوست» در این عکس تاریخی در ایالات متحده، در کنار عبارت «سفید» نشان داده شده‌است.

رنگین‌پوست (Colored یا coloured)، یک توصیف‌گر قومیتی است که به‌طور تاریخی در ایالات متحده (عمدتاً در دوران جیم کرو) و سایر کشورها استفاده می‌شود. در بسیاری از این مکان‌ها، اکنون ممکن است این اصطلاح یک توهین قومیتی در نظر گرفته شود، اگرچه در جنوب آفریقا معنای خاصی پیدا کرده‌است. از نظر تاریخی، این اصطلاح عموماً به افراد غیر سفیدپوست اشاره می‌کند.

## تعاریف فرهنگ لغت
کلمه رنگین‌پوست (colored) اولین‌بار در قرن چهاردهم استفاده شد، اما بار معنایی نژادی یا قومی نداشت. اولین استفاده از این اصطلاح برای اشاره به عضوی از گروه‌های مردمان با پوست تیره در نیمه دوم قرن هجدهم و با اشاره به آمریکای جنوبی اتفاق افتاد. بر اساس فرهنگ لغت انگلیسی آکسفورد، colored برای اولین‌بار در این زمینه در سال ۱۷۵۸ برای ترجمه اصطلاح اسپانیایی mugeres de colòr (زنان رنگین‌پوست) در سفر آنتونیو د اویوآ به آمریکای جنوبی استفاده شد.
این اصطلاح در اوایل قرن نوزدهم در ایالات متحده مورد استفاده قرار گرفت، سپس بردگان رها شده پس از پایان جنگ داخلی آمریکا به عنوان یک اصطلاح غرور نژادی آن را پذیرفتند تا زمانی که سیاه‌پوستان یا آمریکایی‌های آفریقایی‌تبار در نیمه دوم قرن بیستم از آن به عنوان نام خودی استفاده کردند. به دلیل استفاده از آن در دوران جیم کرو برای تعیین اقلام یا مکان‌های محدود به آمریکایی‌های آفریقایی‌تبار، اکنون کلمه رنگین‌پوست معمولاً توهین‌آمیز پنداشته می‌شود.
این اصطلاح در طول تاریخ دارای معانی مختلفی بوده‌است. در کاربرد بریتانیایی، این اصطلاح به «شخصی که به‌طور کامل یا قسمی از نژاد غیر سفیدپوست باشد» اشاره دارد و استفاده از آن ممکن است قدیمی یا توهین‌آمیز تلقی شود، به ویژه هنگامی که به یک قومیت اشاره می‌شود، اصطلاحات دیگر ترجیح داده می‌شوند.

## ایالات متحده
در اواسط تا اواخر قرن نوزدهم، در ایالات متحده، «رنگین‌پوست» واژه غالب و ترجیحی برای آمریکایی‌های آفریقایی‌تبار بود تا حدی به این دلیل که هم سفیدپوستان و هم سیاه‌پوستان آمریکایی آن را به عنوان واژه فراگیرتر پذیرفته بودند که سلسله نژادهای مختلط (کم‌تر رایج، آسیایی‌های آمریکایی و سایر اقلیت‌های نژادی) و همچنین کسانی که «نسب کامل سیاه‌پوست داشتند» را دربر می‌گرفت. آن‌ها خود را به عنوان «آفریقایی» نمی‌پنداشتند یا نمی‌پذیرفتند، نمی‌خواستند سفیدپوستان آن‌ها را تحت فشار قرار دهند تا به مستعمرهٔ در آفریقا نقل مکان کنند و می‌گفتند که آن‌ها آفریقایی‌تر از اروپایی‌های سفیدپوست آمریکایی نیستند. آن‌ها به‌جای «آفریقایی» اصطلاح «رنگین‌پوست» یا به‌صورت دقیق‌تر اصطلاح «نیگرو» را ترجیح دادند. با این‌حال، اصطلاح «نیگرو» بعداً پس از جنبش حقوق مدنی از محبوبیت خارج شد زیرا به عنوان تحمیل بر جامعهٔ که توسط سفیدپوستان در دوران برده‌داری توصیف می‌شد، تلقی می‌شد و مفاهیمی از اطاعت را به همراه داشت. اصطلاح «سیاه‌پوست» در طول دهه ۱۹۶۰ توسط جنبش قدرت سیاه و همچنین ناسیونالیست‌های رادیکال سیاه‌پوست (مسلمانان سیاه‌پوست و پلنگ‌های سیاه)، پان آفریقایی‌گرایان (استوکلی کارمایکل، رهبر کمیته هماهنگی بدون خشونت دانشجویان) و مترقیان سیاسی ترجیح داده شد. در اواخر دهه ۱۹۶۰ تعداد زیادی اصطلاح «نیگرو» را به عنوان اصطلاح نژادی خود توصیفی بر «سیاه‌پوست» ترجیح می‌دادند. با این حال، در اواخر دهه ۱۹۷۰ و اوایل دهه ۱۹۸۰، «سیاه‌پوست» به شدت مورد علاقه بود. NPR گزارش داد که «استفاده از عبارت «رنگین پوستان» در کتاب‌های منتشر شده در سال ۱۹۷۰ به اوج خود رسید». با این حال، برخی از افراد اخیراً خواستار احیای «آمریکایی آفریقایی‌تبار» یا «آفریقایی-آمریکایی» شده‌اند تا توجه به رنگ‌پوست را از بین ببرند.
هنری لوئیس گیتس جونیور، پروفسور هاروارد، در مورد بزرگ شدن در ویرجینیای غربی جدا شده در دهه ۱۹۶۰ نوشت: «مردم رنگین‌پوست در سه محله زندگی می‌کردند که به وضوح مشخص شده بودند، گویی با طناب یا چرخ‌گردان». «به منطقه رنگین‌پوست خوش آمدید، یک بنر کشیده بزرگ می‌توانست بگوید … البته دنیای رنگین آن‌قدر هم شرایطی ندارد که به عنوان یک محله عرض وجود کند». گیتس به یاد می‌آورد: «در بیشتر دوران کودکی‌ام، نمی‌توانستیم در رستوران‌ها غذا بخوریم یا در هوتل‌ها بخوابیم، نمی‌توانستیم از حمام‌های خاصی استفاده کنیم یا لباس‌های را در فروشگاه‌ها امتحان کنیم». مادرش با نه‌خریدن لباس‌های که اجازه امتحان کردنش را نداشت، تلافی کرد. او به یاد آورد که شنیده بود یک مرد سفیدپوست عمداً پدرش را به نام اشتباه صدا می‌زد: «پدرم پس از مکثی طولانی گفت: او نام من را می‌داند، پسر. او همه رنگین‌پوست‌ها را جورج صدا می‌کند». وقتی دختر عموی گیتس اولین سیاه‌پوست تشویق کننده در دبیرستان محلی شد، اجازه نداشت یک‌جا با تیم بنشیند و از گیلاس کوکاکولا بنوشد، بلکه مجبور بود پشت پیش‌خوان بایستد و از یک گیلاس کاغذی بنوشد. گیتس در کتاب خود به نام رنگین‌پوستان: کتاب خاطرات در سال ۱۹۹۵ همچنین در مورد تجربیات خودش نوشت.

### شرایط سرشماری در ایالات متحده
در سال ۱۸۵۱ میلادی، یک مقاله در نیویورک تایمز به «جمعیت رنگین‌پوست» پرداخت. در سال ۱۸۶۳ میلادی، وزارت جنگ اداره ارتش رنگین‌پوست را ایجاد کرد.
۱۲ سرشماری اول ایالات متحده، افراد «رنگین‌پوست» را برشمرده بود که در سال ۱۹۰۰ به ۹ میلیون تن می‌رسیدند. این سرشماری «نیگروهای» سرشماری شده بین سال‌های ۱۹۱۰–۱۹۶۰ را حساب می‌کند.

### شرایط در NAACP
این اصطلاح هنوز به نام (انجمن ملی برای پیشرفت رنگین پوستان) استفاده می‌شود که عموماً از آن به عنوان NAACP یاد می‌شود. در سال ۲۰۰۸، کارلا سیمز، مدیر ارتباطات آن گفت: «اصطلاح «رنگین‌پوست» تحقیرآمیز نیست، [NAACP] کلمه «رنگین‌پوست» را انتخاب کرد زیرا مثبت‌ترین توصیفی بود که معمولاً [در سال ۱۹۰۹، زمانی که انجمن تأسیس شد] استفاده می‌شد. این اصطلاح منسوخ و قدیمی اما توهین‌آمیز نیست.» با این حال، NAACP امروزه به ندرت از نام کامل خود استفاده می‌کند و این تصمیم را مدت کوتاهی پس از این‌که (صندوق کالج نیگروهای متحد) به استفاده از UNCF یا United Fund تغییر داد، اتخاذ کرد.

## آفریقای جنوبی
در آفریقای جنوبی و کشورهای همسایه، اصطلاح رنگین‌پوستان به یک گروه قومی چند نژادی بومی آفریقای جنوبی گفته می‌شود که اجدادشان از بیش از یکی از جمعیت‌های مختلف ساکن منطقه، از جمله مردم بومی (خویسان، بانتو و دیگران)، سفیدپوستان (از جمله آفریکانر)، استرالیایی، آسیای شرقی یا آسیای جنوبی است. در زمان آپارتاید، آفریقای جنوبی به‌طور کلی جمعیت خود را به چهار نژاد، سیاه‌پوستان، سفیدپوستان، رنگین‌پوستان و سرخ‌پوستان طبقه‌بندی کرد.